# Nadeș (gmina)
Nadeș – gmina w Rumunii, w okręgu Marusza. Obejmuje miejscowości Măgheruș, Nadeș, Pipea i Țigmandru. W 2011 roku liczyła 2484 mieszkańców.